# Драга-Сумарокова Валерія Францівна
Валерія Францівна Драга-Сумарокова (нар. 17 грудня 1896, Москва — пом. 7 квітня 1967, Київ) — радянська і українська акторка театру і кіно. Народна артистка УРСР (1954). Дружина актора і режисера Сумарокова Олександра Олександровича.

## Життєпис
Народилася 17 грудня 1896 р. в Москві.
Закінчила драматичне відділення Московської філармонії (1916). Працювала у театрах Ярославля, Москви, Ростова-на-Дону, Харкова.
З 1926 року — актриса Київського Театру імені Лесі Українки.
Померла 7 квітня 1967 року в Києві. Похована на Байковому кладовищі.

## Фільмографія
Знялась у фільмах:
- «Степові пісні» (1933),
- «Подвиг розвідника» (1947, фрау Поммер),
- «Головний проспект» (1956, епіз.),
- «Кривавий світанок» (1956, Пані)
- «Вогненний міст» (1958, Ксенія Михайлівна),
- «Літа молодії» (1958, епіз.).